# 3476 Донґґуан
3476 Донґґуан  (3476 Dongguan) — астероїд головного поясу, відкритий 28 жовтня 1978 року.
Тіссеранів параметр щодо Юпітера — 3,068.